# MTV
MTV («Эм-ти-ви́», изначально — буквенная аббревиатура от Music Television) — американский кабельный и спутниковый телеканал, принадлежащий подразделению Paramount Media Networks компании Paramount Global. Впервые вышел в эфир 1 августа 1981 года. Штаб-квартира канала располагается в Нью-Йорке.
Первоначально MTV транслировал музыкальные клипы, в качестве ведущих эфира выступали персоны, известные как «виджеи» (VJ). В ранние годы главной целевой аудиторией MTV была скорее молодёжь, но сегодня это прежде всего подростки, особенно школьники и студенты. В последние годы MTV значительно сократило количество музыкальных программ и показ клипов, и теперь его вещание состоит в основном из программ, отражающих актуальную проблематику, комедийных и драматических телепостановок и некоторых программ и фильмов с незначительной музыкальной составляющей, транслируемых в записи, не в прайм-тайм. За такой поворот в концепции вещания канал часто критиковался зрителями, как своей целевой аудиторией, так и музыкантами. Влияние MTV на свою аудиторию, включая вопросы, связанные с цензурой и социальной активностью, также обсуждалось в течение нескольких лет.
1 августа 1987 года с видеоклипа «Money for Nothing» начал вещание из Лондона европейский филиал MTV — «MTV Europe», который в последующие годы лицензировал создание множества национальных каналов MTV в странах Европы.
В последние годы MTV боролся с упадком связанных с музыкой кабельных медиа. Считалось, что его рейтинги систематически падают, поскольку более молодые зрители всё чаще переходят на цифровые медиа, а ежегодные рейтинги снижаются до 29 %. Таким образом, возникло сомнение в отношении долговременной значимости MTV для молодых зрителей. В апреле 2016 года MTV объявила, что в ближайшее время канал начнёт возвращаться к своим оригинальным музыкальным корням с перезапуском классической серии MTV «MTV Unplugged». После девяти лет отпуска, в октябре 2017 года возобновился показ TRL.
По состоянию на июль 2015 года, канал MTV могли принимать около 92 млн домашних хозяйств США (79,2 % домохозяйств с телевидением).
MTV породил множество родственных телеканалов в США и аффилированных каналов на международном уровне, некоторые из которых со временем стали независимыми.

## История

### 1977—1981: до запуска
В 1977 году подразделение Warner Cable Communications от Warner Communications запустила первую систему двустороннего интерактивного кабельного телевидения под названием QUBE в Колумбусе, штат Огайо. Система QUBE предлагала множество специализированных каналов. Одним из таких специализированных каналов был музыкальный канал «Sight on Sound», на котором транслировались концертные записи и музыкальные телепрограммы. С помощью интерактивного сервиса QUBE зрители могли голосовать за свои любимые песни и исполнителей. MTV был не единственным каналом Warner Cable Communications, который тестировался перед запуском: дочерний канал Nickelodeon также сначала был протестирован как «Channel C-3».
Первоначальный формат вещания MTV был создан его руководителем Робертом В. Питтманом, который позже стал президентом и генеральным директором MTV Networks.
В 1979 году, American Express подключается к Warner Cable Communications чтобы формировать Warner-Amex Satellite Entertainment[прояснить] .

### 1981—1991
1 августа 1981 года в 12:01 по восточному времени канал MTV начал своё вещание. Первым показанным на MTV музыкальным видеоклипом был «Video Killed the Radio Star» группы The Buggles, за ним последовал видеоклип на песню «You Better Run» от Пэт Бенатар.
В качестве руководителя Роберт В. Питтман привлёк к работе над каналом команду соучредителей, в которую входили Том Фрестон (который сменил Питтмана на посту генерального директора MTV Networks), Фред Зайберт и Джон Сайкс. К ним присоединились Кэролайн Бейкер (первоначальный руководитель отдела талантов и закупок), Маршалл Коэн (первоначальный руководитель исследования), Гейл Спарроу (руководитель отдела талантов и закупок), Сью Стейнберг (исполнительный продюсер), Джулиан Голдберг, Стив Лоуренс, Джефф Болтон (продюсеры студии и сценаристы/ассоциированные продюсеры MTV News) Стив Кейси (который придумал название «MTV» и первый программный директор). Кеннет М. Миллер был первым техническим директором.
В течение двух месяцев музыкальные магазины в тех регионах, где был доступен MTV, продавали музыку, которую не играли местные радиостанции, например: Men at Work, Bow Wow Wow и The Human League.
MTV рассматривало в качестве своей целевой аудитории зрителей в возрасте от 12 до 34 лет. Однако, по данным собственного исследования, проведённого MTV, более 50 % его аудитории были в возрасте от 12 до 24 лет. Более того, эта конкретная группа смотрела MTV в среднем от 30 минут до 2 часов в день в то время.
Первоначальная цель MTV заключалась в трансляции в его эфире музыкальных видеоклипов с обрамлением, в котором появлялись телеведущие, более известным как виджеи. Самый ранний формат MTV был создан по образцу радио AOR. Многие виджеи со временем стали самостоятельными знаменитостями. Первыми пятью виджеями MTV в 1981 году были Нина Блэквуд, Марк Гудман, Алан Хантер, JJ Джексон и Марта Куинн. Изначально популярный нью-йоркский диджей Мэг Гриффин собирался стать виджеем, но отказался от этого в последнюю минуту из-за неуверенности в том, насколько успешным будет канал.
Рок-группы и исполнители 1980-х, которые были в ротации на MTV, варьировались от новой волны до хард-рока или тяжёлых метал-групп, таких, как Адам Ант, Брайан Адамс, Blondie, Eurythmics, Tom Petty and the Heartbreakers, Culture Club, Mötley Crüe, Split Enz, Принс, Ultravox, Duran Duran, Van Halen, Bon Jovi, Ratt, Def Leppard, Metallica, Guns N’ Roses.
На MTV также играли классические рок-исполнители 1980-х и более ранних десятилетий, в том числе Дэвид Боуи, Dire Straits, Journey, Rush, Rolling Stones и т. п.
В первые дни существования канала на MTV иногда позволяли другим звёздам в течение часа управлять каналом в качестве «приглашенных виджеев». Среди этих гостей были такие музыканты, как Адам Ант, Билли Айдол, Фил Коллинз, Саймон Ле Бон и комики, такие как Эдди Мерфи, Мартин Шорт и т. п.
В 1984 году, после финансовых трудностей Warner Communications объединяет три телеканала, MTV, Nickelodeon и VH1 под общую единую медиа-компанию — MTV Networks, кроме того, American Express продаёт долю в Warner-Amex Satellite Entertainment компании Warner и оно вновь переименован в Warner Cable (хотя, Warner и American Express остались владельцами MTV Networks до продажи в 1985 году). В том же году, звукозаписывающие компании и артисты начали чаще снимать видеоклипы на свою музыку, чем в прошлом, осознавая популярность MTV. В связи с наплывом видеоклипов, MTV объявило об изменениях в своих плейлистах в выпуске журнала Billboard. В том же году канал начал проводить ежегодную церемонию MTV Video Music Awards.
В 1985 году Viacom выкупила подразделение MTV Networks у Warner Communications и у American Express, которой принадлежали MTV, Nickelodeon и VH1, позже оно было переименовано в Viacom Media Networks в 2011 году. До 1987 года MTV показывал по преимуществу только музыкальные видеоклипы, но со временем его эфирные рамки были расширены: канал стал массово запускать в эфир различные телевизионные шоу.
Немузыкальные программы на MTV стали появляться в конце 1980-х годов. Первым из таковых стало музыкальное новостное шоу «The Week in Rock», которое также стало началом новостного подразделения «MTV News». Примерно в это же время MTV также представил проекты модных новостей «House of Style», танцевального шоу «Club MTV» и игрового шоу «Remote Control».
В 1992 году, после успеха MTV Video Music Awards, стремясь перейти от музыки к фильмам и более широкой поп-культуре, MTV решило учредить награду «MTV Movie & TV Awards», которая вручается и в настоящее время. В 1994 году MTV также организовало церемонию награждения для Европы: MTV Europe Music Awards.

### 1991—1997
Nirvana возглавила стремительный переход к подъёму альтернативного рока и гранжа на MTV в 1991 году, выпустив видеоклип на песню «Smells Like Teen Spirit».
В начале-середине 1990-х годов MTV добавила в свою ротацию гангста-рэперов с менее попсовым звучанием, таких, как Тупак Шакур, The Notorious B.I.G., Wu-Tang Clan, Айс Кьюб, Warren G, Ice-T, Доктор Дре, Нас и Snoop Dogg.
К 1997 году MTV в значительной степени сосредоточился на внедрении электроники в мейнстрим, добавляя их к своей музыкальной ротации, включая Prodigy, Chemical Brothers, Моби и т. п.
В этот период на канале стартовали премьеры следующих программ: Бивис и Баттхед, Æon Flux, The Brothers Grunt и т. п.

### 1997—2008
Начиная с конца 1997 года MTV постепенно сокращал показ видеоклипов представителей рок-музыки, что привело к лозунгу среди скептиков: «Рок мёртв». Тот факт, что в то время фанаты рок-музыки были менее материалистичны и покупали меньше музыки, основываясь на предложениях телевидения, были названы причинами того, что MTV отказалось от своей некогда основной музыки. Вместо этого MTV начал уделять своё музыкальное эфирное время в основном поп- и хип-хопу/R&B музыке. Все рок-шоу были исключены, а категории, связанные с роком, на Video Music Awards были сокращены до одной.
На заре нового тысячелетия, в период с 1997 по 2001 год на канале MTV выходил мультсериал Дарья в жанре комедийная драма, повседневность; первый сезон в России официально не транслировался.
С 1997 по 2004 год MTV периодически предпринимало попытки повторно представить на канале видеоклипы в стиле поп-рок. Поп-панк-группа Blink-182 в это время регулярно выходила в эфир на MTV, во многом благодаря их видео All the Small Things.
В период с 1998 по 1999 год музыкальный контент MTV состоял в основном из видеоклипов бой-бендов, таких как Backstreet Boys и NSYNC.
1 августа 2001 года MTV отпраздновало свое 20-летие, начав с 12-часовой ретроспективы под названием «MTV20: Buggles to Bizkit», в которой было представлено более 100 классических видеороликов, проигрываемых в хронологическом порядке, размещённых различными виджеями в репродукциях старых студий MTV.
Спустя пять лет, 1 августа 2006 года, MTV отметило свое 25-летие. На веб-сайте MTV.com посетители могли посмотреть первый час вещания MTV, в том числе транслировались оригинальные промо-и рекламные ролики Mountain Dew, Atari, Chewels gum и Jovan.
В 2005 и 2006 годах канал MTV продолжал фокусироваться на реалити-шоу, выпустив проекты 8th & Ocean, Лагуна Бич, Next, The Hills, Two-A-Days, My Super Sweet 16, Parental Control и Viva la Bam с участием Бэма Марджера.
В 2007 году MTV транслировало реалити-шоу «A Shot at Love with Tila Tequila», в котором рассказывалось о сенсационном путешествии Тилы Текилы в поисках своего партнёра по сексу. Её бисексуальность сыграла роль в концепции шоу: за любовь между собой соперничали и мужчины, и женщины.

### 2008 — настоящее время
В 2009 году MTV снова возродила старую программу «MTV Unplugged» с артистами Paramore и Адель.
В мае 2010 года MTV запустил «10 on TOP» с ведущей Ленэй Данн. Она подсчитывала 10 самых популярных событий, связанных с кумирами молодёжи из области поп-культуры, и обсуждала темы недели.
В 2011 году MTV Networks была переименована в Viacom Media Networks. В октябре 2011 года мультсериал «Бивис и Баттхед» вернулся на MTV с новыми эпизодами. Также появились в эфир новые реалити-шоу, такие, как «Jersey Shore».
12 апреля 2012 года MTV запустило новое ток-шоу, основанное на хип-хоп музыке, под названием «Hip Hop POV», которое ведут Аманда Силес, Бу Тиам, Шарламань, Деви Дев и Соумья Кришнамурти. Шоу было перенесено на MTV2, где оно было переименовано. 28 октября 2012 года дебютировало новое шоу под названием «The Week in Jams».
В апреле 2016 года тогдашний президент MTV Шон Аткинс объявил о планах восстановить музыкальное программирование на канале. 21 апреля 2016 года MTV объявило, что в эфир скоро пойдут новые серии «MTV Unplugged». В июле 2017 года было объявлено, что 2 октября на канале снова появится Total Request Live. По состоянию на 2019 год шоу выходит в эфир по утрам субботы.
В рамках повторного слияния Viacom и CBS в 2019 году, подразделение Viacom Media Networks было переименовано в ViacomCBS Domestic Media Networks.
13 сентября 2021 года произошёл всемирный ребрендинг MTV сменил логотип и оформление.

## Формат
Первоначально сетка вещания MTV представляла собой круглосуточную ротацию музыкальных видеоклипов, количество которых интенсивно увеличивалось. Затем постепенно начали появляться тематические музыкальные программы («120 Minutes», «Yo! Raps», «Coca-Cola», «Report», «Most Wanted», «Greatest Hits», «The Soul on MTV» и другие); в 1993 году появился первый собственный мультипликационный сериал («Бивис и Баттхед»). В конце 1990-х годов MTV значительно изменил свой формат, предоставив основное эфирное время различным шоу, сериалам, программам об актуальных проблемах молодёжи и шоу-бизнесе. Собственно музыка была перемещена на созданные MTV различные специализированные телеканалы (VH1, MTV2, MTV Jams, MTV Music и другие).

## Логотип

с 1 августа 1981 по 8 февраля 2010.
С 8 февраля 2010 по 13 сентября 2021.
С 13 сентября 2021 по настоящее время.
С 13 сентября 2021 по настоящее время (Используется в анонсах и социальных сетях).